# بی‌دماغ
بی‌دماغ (انگلیسی: Cab over) اتاق روی موتور (cab over engine یا به اختصار COE)، اتاق جلو (cab forward) یا صورت صاف (flat face) (ایالات متحده)، یا دماغ صاف (flat nose) (کانادا) یا کنترل جلو (forward control) (بریتانیا)، سبک بدنه کامیون، اتوبوس یا ون است که دارای جلوی عمودی، «صورت صاف» یا یک نیمه کاپوت، با اتاق در بالای (یا جلو) محور جلو می‌باشد. این در تضاد با یک کامیون معمولی است که در آن موتور در جلوی راننده نصب می‌شود (دماغ‌دار).